# Casa Dr. Karl Mühlbach
Casa Dr. Karl Mühlbach este o clădire istorică situată pe strada Episcop Joseph Lonovici, nr. 3 din Timișoara.
Face parte din Situl urban „Fabric” (II), monument istoric cod LMI TM-II-s-B-06097.

## Istorie
Terenul pe care a fost construită casa a fost cumpărat de către omul de afaceri Josef Kunz, în anul 1889, de la primărie, contra sumei de 2119 coroane, acesta vânzându-l mai departe către Karl Mühlbach. Acesta primește autorizație de construcție pentru o casa pe un singur nivel la data de 13 aprilie 1891, imobilul fiind finalizat la data de 27 octombrie 1891.
Karl Mühlbach sau maghiarizat Károly Mülbach a fost procuror general (în maghiară: főügyész) al Timișoarei. Acesta a intrat în serviciul orașului ca adjunct al procurorului în anul 1878, devenind ulterior procuror general până la pensionarea sa în anul 1890.
Acesta a mai deținut casa cu numărul 551, cu numarul de carte funciară 649, din Iosefin, pe care o donează în 1898 către Henriette Fritsch, care o va deține până în 1917, când o va vinde către Péter Frauenhoffer și soția acestuia contra sumei de 34000 de coroane.
A fost președintelei Lojei Good Templar nr. 41 din Timișoara, înființată la data de 4 martie 1911, în ianuarie 1912 fiind meționată cu 33 de membri.
Acesta a decedat pe 4 iunie 1912.
În 1905, casa din Fabric cu numărul 1428, înscrisă în cartea funciară cu numărul 1565, este vândută de Erzsébet Mühlbach, fostă Varga, soția lui Karl Mühlbach, către Comunitatea evreiască "Status Quo" din Fabric, contra sumei de 28000 de coroane.
Ultimul rabin rezident în Timișoara, dr. Ernest Neumann, a  locuit aici în ultimii săi ani de viață.

## Descriere
Imobilul este realizat în stil eclectic-istoricesc, fiind caracterizată de un singur nivel.